# Bombycilla japonica
El ampelis japonés (Bombycilla japonica) es una especie de ave paseriforme de la familia Bombycillidae que vive en el este de Asia. Se alimenta principalmente de frutos, aunque también come insectos en verano. Construye nidos en los árboles en forma de cuenco con ramitas, hierba y musgo entretejidos.

## Descripción
El ampelis japonés mide entre 15 y 18 cm de longitud, y pesa entre 54 y 64 g. Su plumaje es principalmente de color castaño rosado. Presenta un penacho estrecho orientado hacia atrás, y listas superciliares y la garganta negras. El centro de su vientre es de color amarillo claro. Su cola es negra con la punta roja y sus alas tienen un patrón de plumas negras y grises con los bordes blancos, con una lista pardo rojiza atravesándolas. 
A diferencia de otras especies de ampelis carece de las fila de plumas con puntas rojas en las alas. El ampelis japonés a menudo forma bandadas mixtas con el ampelis europeo, que además de tener las plumas de puntas rojas es ligeramente mayor y tiene la cola con la punta amarilla, y el centro de su vientre es grisáceo en lugar de amarillo.

## Distribución y hábitat

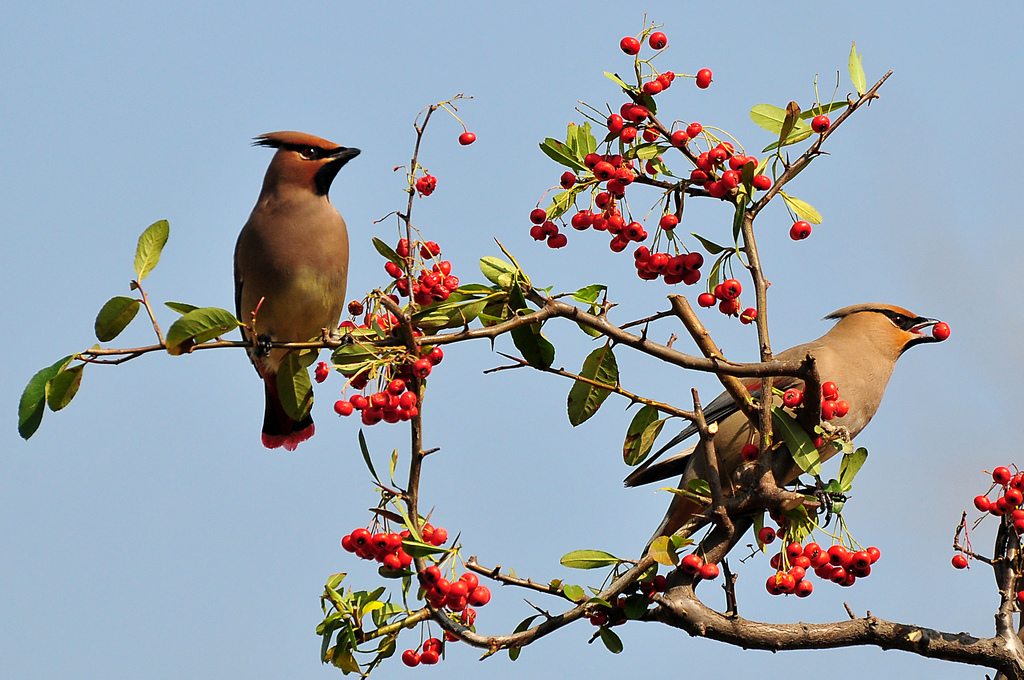
Se alimenta de bayas y pequeños frutos.

El ampelis japonés cría en los bosques de coníferas de la región suroriental de Rusia y la provincia de Heilongjiang, del noreste de China. La degradación de sus bosques nativos son una amenaza para la supervivencia de la especie. En invierno se desplaza al sur, a la península de Corea, Japón y las regiones más orientales de China. Su distribución es irregular ya que las bandadas se desplazan en busca de frutos, por lo que pueden ser abundantes un año y escasos otro en la misma región. En Japón están presentes desde noviembre hasta abril. Algunas aves pasan el invierno en Hokkaidō pero en el suroeste de Japón es la especie de ampelis más abundante superando al ampelis europeo. Su hábitat invernal son los bosques abiertos y tierras de cultivo en zonas bajas. Aparecen individuos divagantes en Hong Kong, China central y Taiwán.